# 计雨亭
计雨亭（1895年12月—1974年11月），又名计龙章，男，江苏阜宁人，中国政治人物，曾任民革江苏省委副主委。第二、三届全国人大代表。